# Thales Pan Chacon
Thales Pan Chacon (San Paulo, 23 novembre 1956 – San Paulo, 2 ottobre 1997) è stato un attore, danzatore e coreografo brasiliano.

## Biografia
Studiò architettura, ma nel 1978, quando era già un attore teatrale affermato, rinunciò a conseguire la laurea volendo perfezionarsi anche nel balletto. A tale scopo si recò in Belgio per seguire i corsi di danza impartiti da Maurice Béjart, rimanendovi per qualche tempo. 
Una volta rientrato in patria, fu scelto da Walter Clark per la versione brasiliana del musical A Chorus Line. Nel 1982 interpretò il suo primo ruolo televisivo, nella miniserie Avenida Paulista. Due anni dopo debuttò al cinema; da allora si divise continuamente fra film, telenovelas (ricoprendo il ruolo principale maschile in una di esse, Helena), spettacoli di prosa e balletti, di cui fu anche coreografo. Nel 1985 affiancò Fernanda Torres nella pellicola Eu sei que vou te amar, che valse alla partner il Prix d'interprétation féminine a Cannes.
Nel 1986 sposò l'attrice-regista Carla Camurati. I due divorziarono nel 1992, dopo che Thales scoprì di essere malato di AIDS. Carla tuttavia gli rimase amica e nel 1997 lo volle nel cast del film-opera La serva padrona (il primo in assoluto nella storia del cinema brasiliano), basato sull'omonimo intermezzo di Giovan Battista Pergolesi: Thales fu magistrale interprete del domestico muto Vespone, nonostante la malattia lo stesse consumando. Si congedò così dal suo pubblico, morendo infatti lo stesso anno, subito dopo la conclusione delle riprese. 

## Curiosità
- Dopo essere stato diagnosticato, Thales ideò coreografie appositamente per ballerini affetti dalla sua stessa malattia.

## Filmografia parziale

### Telenovelas e miniserie
- Avenida Paulista (1982)
- Mulini a vento (Moinhos de Vento, 1983)
- Helena (1987)
- Fera Radical (1988)
- O Salvador da Pátria (1989)
- Meu Bem, Meu Mal (1990)
- Fronteiras do Desconhecido (1990)
- Anos Rebeldes (1992)
- Olho no Olho (1993)
- Sex Appeal (1993)
- Os ossos do barão (1997)

### Film
- Eu sei que vou te amar (1986)
- La Serva Padrona (1997)